# Лесодолгоруково (платформа)
Лесодолгору́ково — остановочный пункт Рижского направления Московской железной дороги в городском округе Истра Московской области, расположенный вблизи деревень Деньково и Шапково. Рядом с платформа проходит Волоколамское шоссе, чуть далее Новорижского шоссе.
Остановочный пункт назван по одноимённому посёлку, на южной окраине которого находится.
Ранее станция носила название Разварня. Платформа открыта в 1901 году.
Рядом с платформой находится здание вокзала, в котором находится кассовый павильон. В настоящее время вокзал и кассовый павильон не функционируют, сейчас здание является жилым домом.
Остановочный пункт состоит из одной островной платформы, имеет два выхода. Вблизи находится железнодорожный переезд, оснащённый светофорами.
Время движения от Рижского вокзала ≈ 2 часа 10 минут. На платформе останавливаются большинство пригородных электропоездов, кроме экспрессов. На запад беспересадочное пассажирское сообщение осуществляется до станции Шаховская, на восток и юго-восток — до станций Москва-Рижская и Тула-1-Курская.
Находится в 11 тарифной зоне Рижского направления.